# Њу Ричмонд (Индијана)
Њу Ричмонд (енгл. New Richmond) град је у америчкој савезној држави Индијана.

## Демографија
По попису из 2010. године број становника је 333, што је 16 (-4,6%) становника мање него 2000. године.
| Група             | 2000.       | 2010.       |
| Белци             | 344 (98,6%) | 323 (97,0%) |
| Афроамериканци    | 2 (0,6%)    | 0 (0,0%)    |
| Азијати           | 0 (0,0%)    | 1 (0,3%)    |
| Хиспаноамериканци | 1 (0,3%)    | 2 (0,6%)    |
| Укупно            | 349         | 333         |